# Araneus pronubus
Araneus pronubus är en spindelart som först beskrevs av William Joseph Rainbow 1894.  Araneus pronubus ingår i släktet Araneus och familjen hjulspindlar.
Artens utbredningsområde är New South Wales. Inga underarter finns listade i Catalogue of Life.